# Estación Cunco
Cunco fue la estación punta de rieles, ubicada en la comuna chilena de Cunco, en la IX Región de la Araucanía, perteneciente ramal Freire-Cunco, ubicada a 57 kilómetros de la estación de Freire.
La estación, constaba de 2 andenes, uno de llegada de los trenes, y otro de salida de los mismos, además el recinto contaba con una tornamesa que aún se conserva en relativo estado donde se invertía el sentido de locomotoras y coches de los trenes regulares del ramal. En los primeros años de la estación, era el punto de entretención de todos los cuncanos quienes les atraía el mundo ferroviario. 
Esta estación dejó de recibir pasajeros en 1980, terminando de esa manera, la tradición ferroviaria que reinaba en los diversos pueblos que cubría esta ruta de Freire a Cunco. En el año 1993 circuló el último tren de carga. Durante 1997 se realizaron las últimas inspecciones al ramal donde se retiraron carros de carga que se encontraban a lo largo del trayecto. Debido al posterior abandono e incesante robo de rieles del trayecto se tomó la decisión de enajenar los terrenos pertenecientes al ramal al igual que otros ramales de la red sur a través de la filial Invia de EFE, que fue la encargada de levantar las últimas secciones que quedaban del ramal durante el año 2004. En la actualidad aún se conserva el desvío del inicio del ramal en la Estación Freire hasta el paso nivel de la ruta 5 sur en la misma comuna, además del cruce ferroviario vehicular en la ruta que conecta Temuco con Cunco cercano al sector de Las Hortensias.
- Datos: Q5402899